# L'Île-d'Olonne
L'Île-d'Olonne est une commune du Centre-Ouest de la France, située dans le département de la Vendée en région Pays de la Loire.
Il ne faut pas la confondre avec sa voisine Olonne-sur-Mer.
Ses habitants sont appelés les Ilais.

## Étymologie
Le nom de la commune vient du fait que L'île-d'Olonne était autrefois une île. Mais le fait d'avoir construit des digues sur les territoires a fait reculer la mer.

## Géographie
Le territoire municipal de L'Île-d’Olonne s'étend sur 1 956 hectares. L'altitude moyenne de la commune est de 12 mètres, avec des niveaux fluctuant entre 0 et 32 mètres,.
L'Île-d'Olonne est située dans un environnement naturel remarquable : rivières de l'Auzance et de la Vertonne, marais à poissons et marais salants, réserve ornithologique, polyculture, élevage et viticulture.
La proximité du pôle touristique des Sables-d'Olonne en fait une commune très attractive à vocation résidentielle, en expansion (la population a doublé entre 1990 et 2020).
| Brem-sur-Mer        | Vairé          |                |
|                     | L'Île-d'Olonne | Saint-Mathurin |
| Les Sables d'Olonne |                | Sainte-Foy     |

### Climat
Pour des articles plus généraux, voir Climat des Pays de la Loire et Climat de la Vendée.
En 2010, le climat de la commune est de type climat océanique franc, selon une étude du CNRS s'appuyant sur une série de données couvrant la période 1971-2000. En 2020, Météo-France publie une typologie des climats de la France métropolitaine dans laquelle la commune est exposée à un climat océanique et est dans la région climatique Bretagne orientale et méridionale, Pays nantais, Vendée, caractérisée par une faible pluviométrie en été et une bonne insolation.
Pour la période 1971-2000, la température annuelle moyenne est de 12,7 °C, avec une amplitude thermique annuelle de 13,2 °C. Le cumul annuel moyen de précipitations est de 802 mm, avec 12,5 jours de précipitations en janvier et 6 jours en juillet. Pour la période 1991-2020, la température moyenne annuelle observée sur la station météorologique de Météo-France la plus proche, « Château-d'Olonne », sur la commune des Sables-d'Olonne à 7 km à vol d'oiseau, est de 13,2 °C et le cumul annuel moyen de précipitations est de 746,7 mm,. Pour l'avenir, les paramètres climatiques de la commune estimés pour 2050 selon différents scénarios d'émission de gaz à effet de serre sont consultables sur un site dédié publié par Météo-France en novembre 2022.

## Urbanisme

### Typologie
Au 1er janvier 2024, L'Île-d'Olonne est catégorisée bourg rural, selon la nouvelle grille communale de densité à sept niveaux définie par l'Insee en 2022.
Elle appartient à l'unité urbaine de L'Île-d'Olonne, une unité urbaine monocommunale constituant une ville isolée,. Par ailleurs la commune fait partie de l'aire d'attraction des Sables-d'Olonne, dont elle est une commune de la couronne,. Cette aire, qui regroupe 9 communes, est catégorisée dans les aires de 50 000 à moins de 200 000 habitants,.
La commune, bordée par l'estuaire de l'Auzance, est également une commune littorale au sens de la loi du 3 janvier 1986, dite loi littoral. Des dispositions spécifiques d’urbanisme s’y appliquent dès lors afin de préserver les espaces naturels, les sites, les paysages et l’équilibre écologique du littoral, tel le principe d'inconstructibilité, en dehors des espaces urbanisés, sur la bande littorale des 100 mètres, ou plus si le plan local d’urbanisme le prévoit.

### Occupation des sols
L'occupation des sols de la commune, telle qu'elle ressort de la base de données européenne d’occupation biophysique des sols Corine Land Cover (CLC), est marquée par l'importance des territoires agricoles (67,8 % en 2018), en diminution par rapport à 1990 (72 %). La répartition détaillée en 2018 est la suivante : 
terres arables (31,1 %), zones agricoles hétérogènes (26,6 %), zones humides côtières (20,9 %), zones urbanisées (11,3 %), prairies (10,2 %). L'évolution de l’occupation des sols de la commune et de ses infrastructures peut être observée sur les différentes représentations cartographiques du territoire : la carte de Cassini (XVIIIe siècle), la carte d'état-major (1820-1866) et les cartes ou photos aériennes de l'IGN pour la période actuelle (1950 à aujourd'hui).

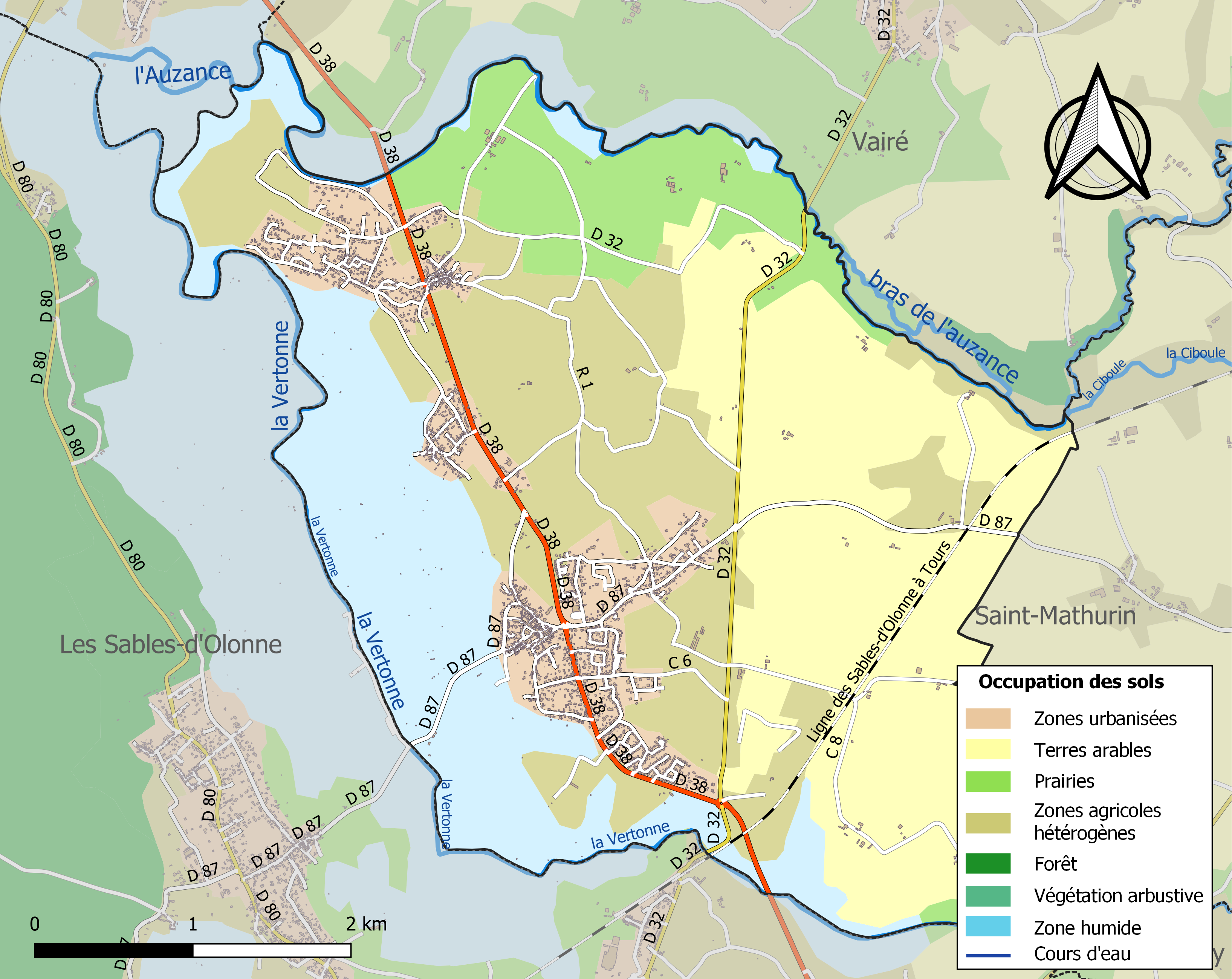
Carte des infrastructures et de l'occupation des sols de la commune en 2018 (CLC).

## Histoire
En 2019, deux sauniers découvrent un vestige de pirogue monoxyle de 5,42 m de longueur, de l'époque gauloise dans le marais du Bois-Grolland à l’île d’Olonne. Elle est fouillée puis extraite en 2022 par des archéologues de l'INRAP. Cette pirogue date après test au carbone 14, du Ier siècle avant notre ère.
Le diagnostic archéologique mené en 2011 sur l’emprise du tracé d'un contournement routier a permis de dater une occupation au Néolithique, à proximité de l'embouchure de la Vertonne

## Politique et administration

### Liste des maires
| Période                                  | Période      | Identité         | Étiquette | Qualité                                                                             |
| ---------------------------------------- | ------------ | ---------------- | --------- | ----------------------------------------------------------------------------------- |
| novembre 1947                            | 1958 (décès) | Théophile Rabaud |           |                                                                                     |
| 1958                                     | mars 1983    | Félicien Jarny   |           | Viticulteur, maire honoraire                                                        |
| mars 1983                                | mars 2001    | Robert Richard   |           | Retraité                                                                            |
| mars 2001                                | mars 2014    | Albert Talon,    | DVG       | Ancien conducteur de travaux à la DDE                                               |
| mars 2014                                | En cours     | Fabrice Chabot   | DVG       | Notaire 3e vice-président des Sables-Agglo (2017 → ) Réélu pour le mandat 2020-2026 |
| Les données manquantes sont à compléter. |              |                  |           |                                                                                     |

## Population et société

### Démographie

#### Évolution démographique
L'évolution du nombre d'habitants est connue à travers les recensements de la population effectués dans la commune depuis 1793. Pour les communes de moins de 10 000 habitants, une enquête de recensement portant sur toute la population est réalisée tous les cinq ans, les populations de référence des années intermédiaires étant quant à elles estimées par interpolation ou extrapolation. Pour la commune, le premier recensement exhaustif entrant dans le cadre du nouveau dispositif a été réalisé en 2005.

En 2022, la commune comptait 2 805 habitants, en évolution de +3,93 % par rapport à 2016 (Vendée : +5,33 %, France hors Mayotte : +2,11 %).
| 1793 | 1800 | 1806 | 1821 | 1831 | 1836 | 1841 | 1846 | 1851 |
| ---- | ---- | ---- | ---- | ---- | ---- | ---- | ---- | ---- |
| 704  | 620  | 724  | 702  | 762  | 765  | 780  | 866  | 798  |

| 1856 | 1861 | 1866 | 1872 | 1876 | 1881 | 1886 | 1891 | 1896 |
| ---- | ---- | ---- | ---- | ---- | ---- | ---- | ---- | ---- |
| 810  | 827  | 858  | 887  | 895  | 851  | 861  | 850  | 865  |

| 1901 | 1906 | 1911 | 1921 | 1926 | 1931 | 1936 | 1946 | 1954 |
| ---- | ---- | ---- | ---- | ---- | ---- | ---- | ---- | ---- |
| 923  | 917  | 933  | 822  | 810  | 826  | 833  | 789  | 873  |

| 1962 | 1968 | 1975 | 1982  | 1990  | 1999  | 2005  | 2006  | 2010  |
| ---- | ---- | ---- | ----- | ----- | ----- | ----- | ----- | ----- |
| 888  | 837  | 934  | 1 167 | 1 457 | 1 820 | 2 476 | 2 541 | 2 710 |

| 2015  | 2020  | 2022  | - | - | - | - | - | - |
| ----- | ----- | ----- | - | - | - | - | - | - |
| 2 710 | 2 826 | 2 805 | - | - | - | - | - | - |

#### Pyramide des âges
En 2018, le taux de personnes d'un âge inférieur à 30 ans s'élève à 28,2 %, soit en dessous de la moyenne départementale (31,6 %). À l'inverse, le taux de personnes d'âge supérieur à 60 ans est de 33,3 % la même année, alors qu'il est de 31,0 % au niveau départemental.
En 2018, la commune comptait 1 371 hommes pour 1 368 femmes, soit un taux de 50,05 % d'hommes, légèrement supérieur au taux départemental (48,84 %).
Les pyramides des âges de la commune et du département s'établissent comme suit.
| Hommes | Classe d’âge | Femmes |
| ------ | ------------ | ------ |
| 0,4    | 90 ou +      | 0,4    |
| 7,2    | 75-89 ans    | 8,2    |
| 24,4   | 60-74 ans    | 26,1   |
| 22,3   | 45-59 ans    | 23,9   |
| 15,4   | 30-44 ans    | 15,4   |
| 14,3   | 15-29 ans    | 11,6   |
| 16,0   | 0-14 ans     | 14,4   |

| Hommes | Classe d’âge | Femmes |
| ------ | ------------ | ------ |
| 0,8    | 90 ou +      | 2,2    |
| 8,7    | 75-89 ans    | 11,1   |
| 20,3   | 60-74 ans    | 21,3   |
| 20     | 45-59 ans    | 19,4   |
| 17,5   | 30-44 ans    | 16,8   |
| 15     | 15-29 ans    | 13,2   |
| 17,7   | 0-14 ans     | 16,1   |

## Culture locale et patrimoine

### Lieux et monuments
- Office de tourisme de l'Auzance et de la Vertonne.
- Musée de la Petite Gare.
- Église Saint-Martin de Vertoux.
- Fête des vieux métiers et métiers d'art le 21 juillet (150 métiers, 400 bénévoles, 8 000 à 10 000 visiteurs).
- Sa réserve ornithologique de l'Ileau, créée par l'association pour la défense de l'environnement en Vendée.
- Les marais salants, dont trois exploitations sont encore en activité (une centaine d'aires salantes).

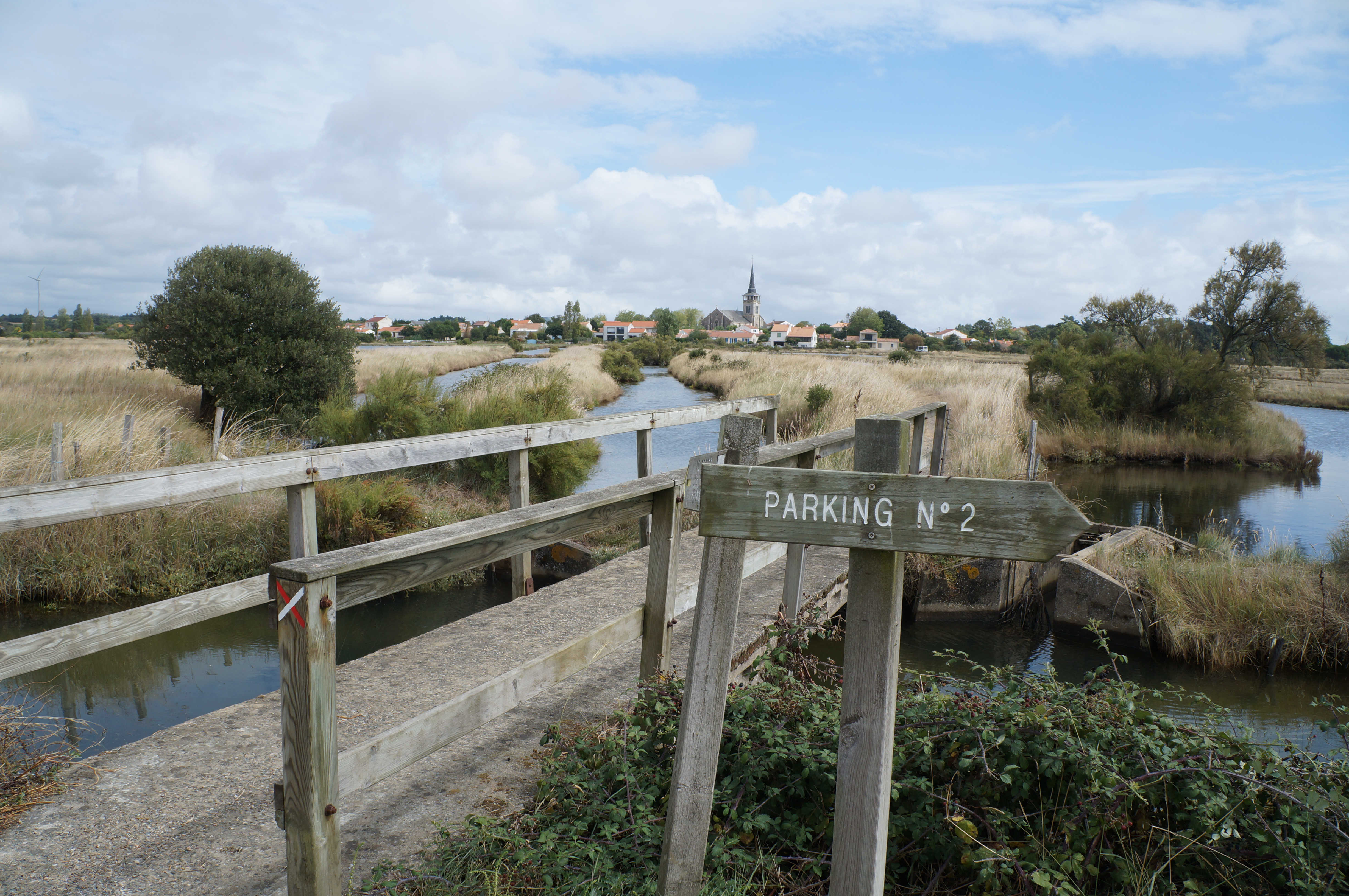
L'Île-d'Olonne vue des marais salants.
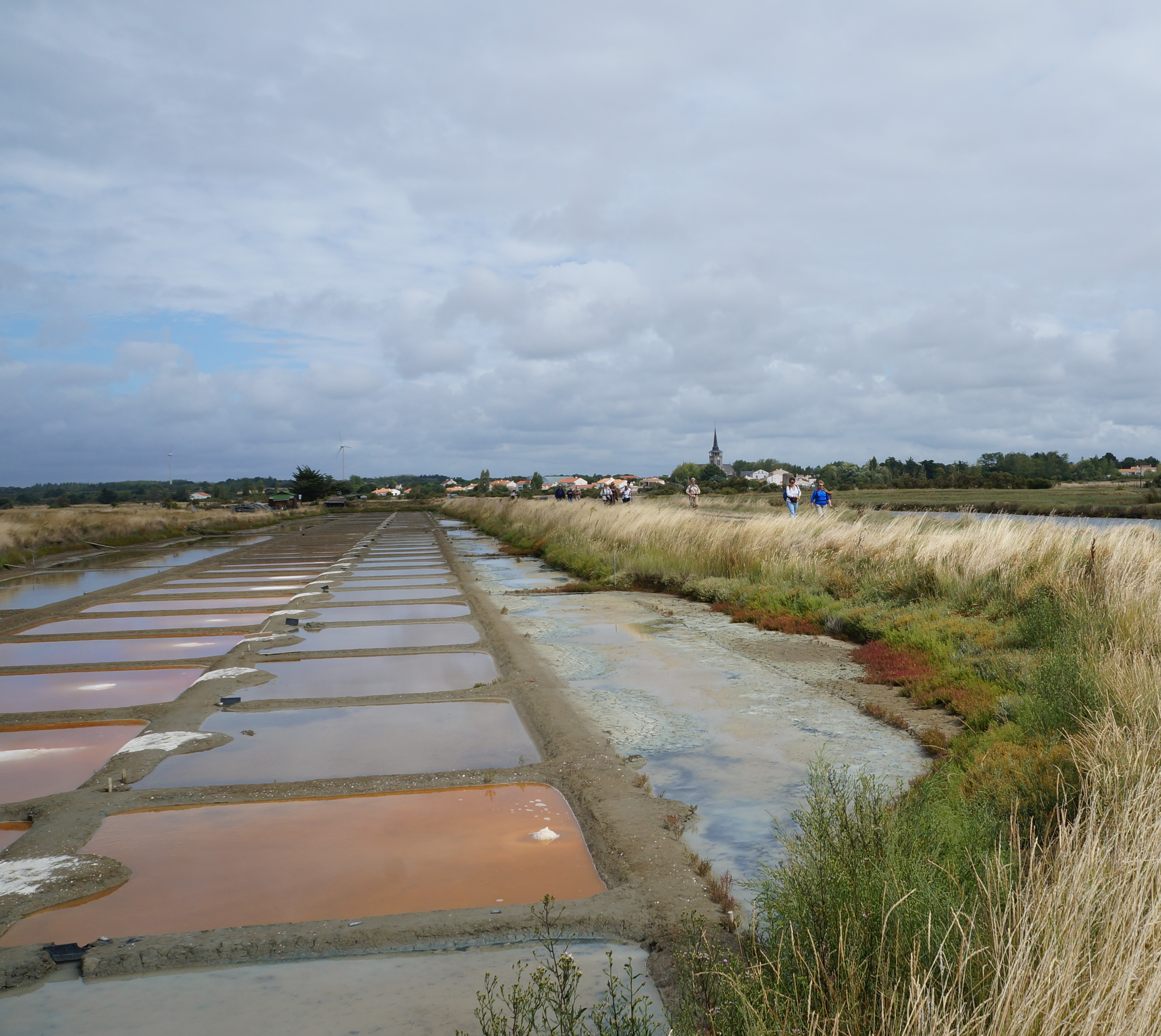
Les marais salants.
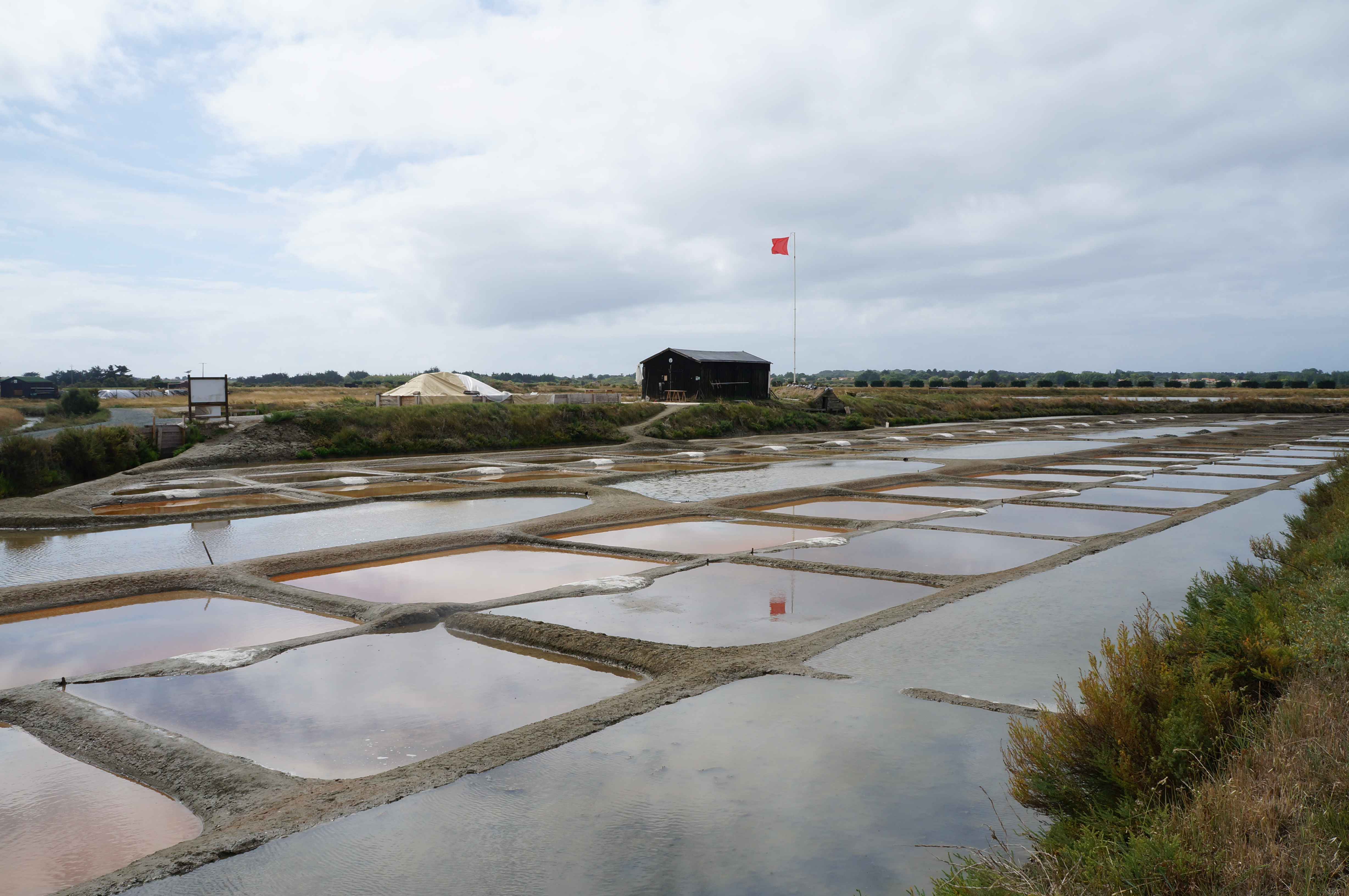
Les marais salants.
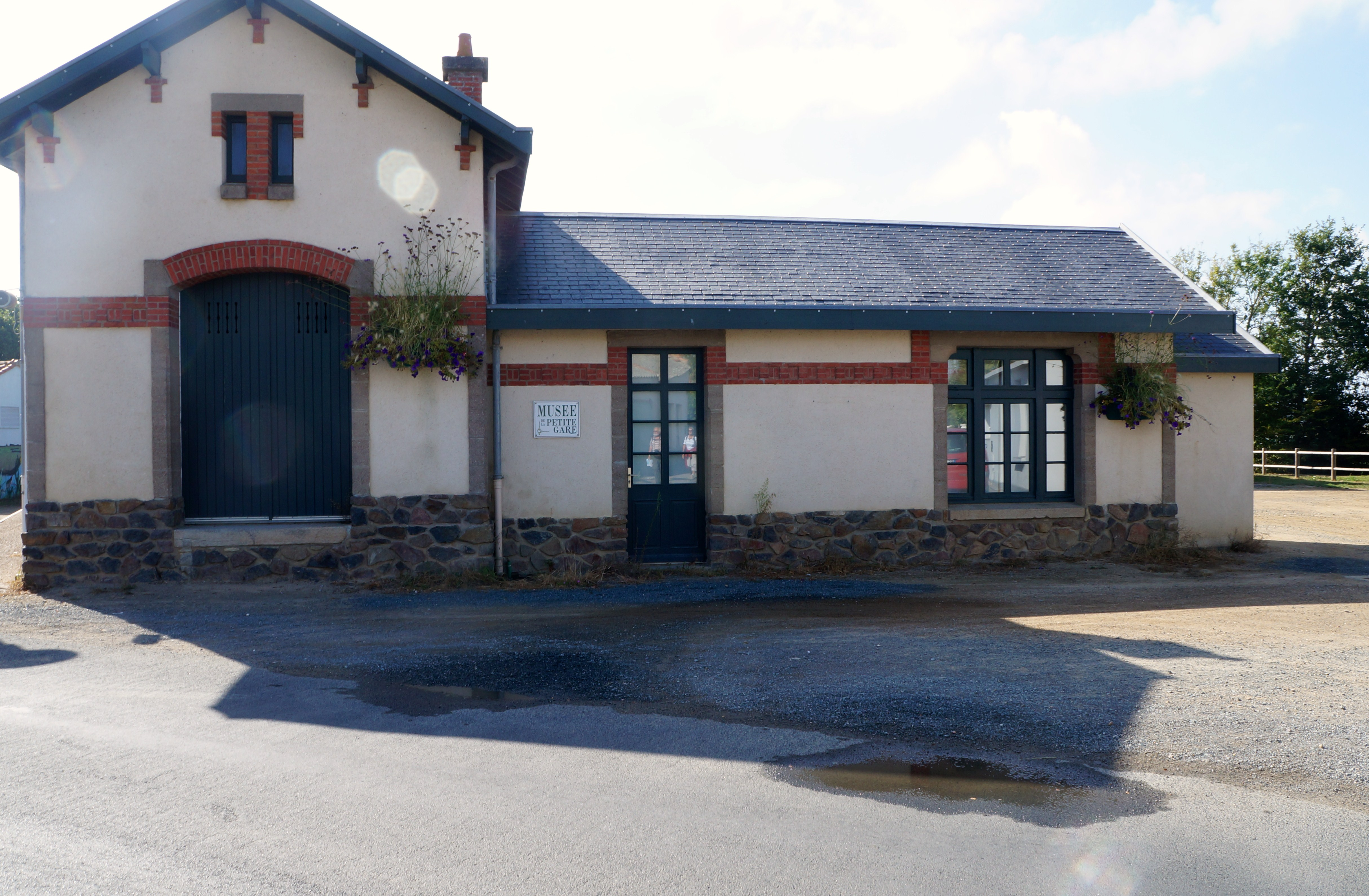
Musée de la Petite Gare.
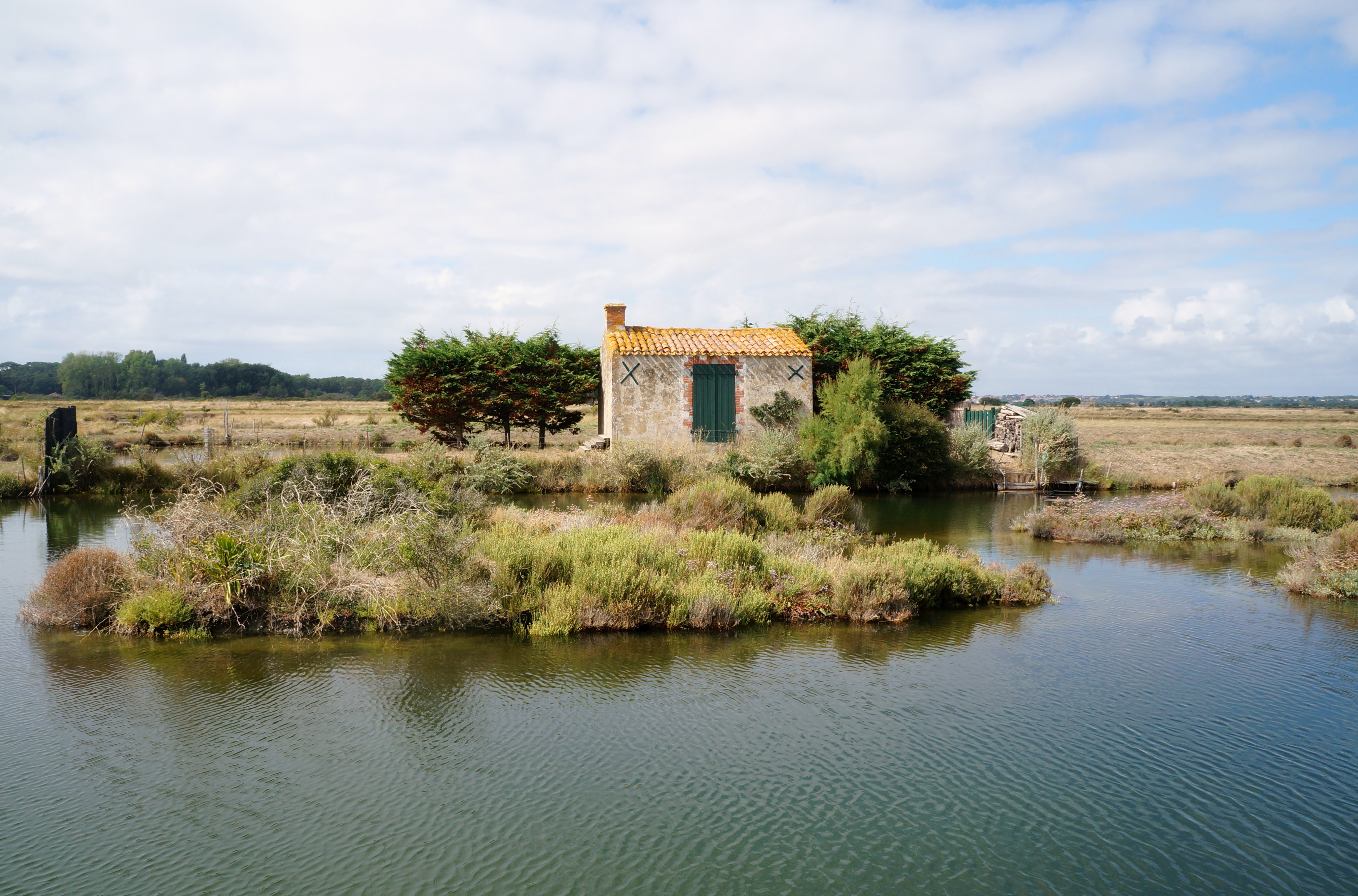
Les marais salants.
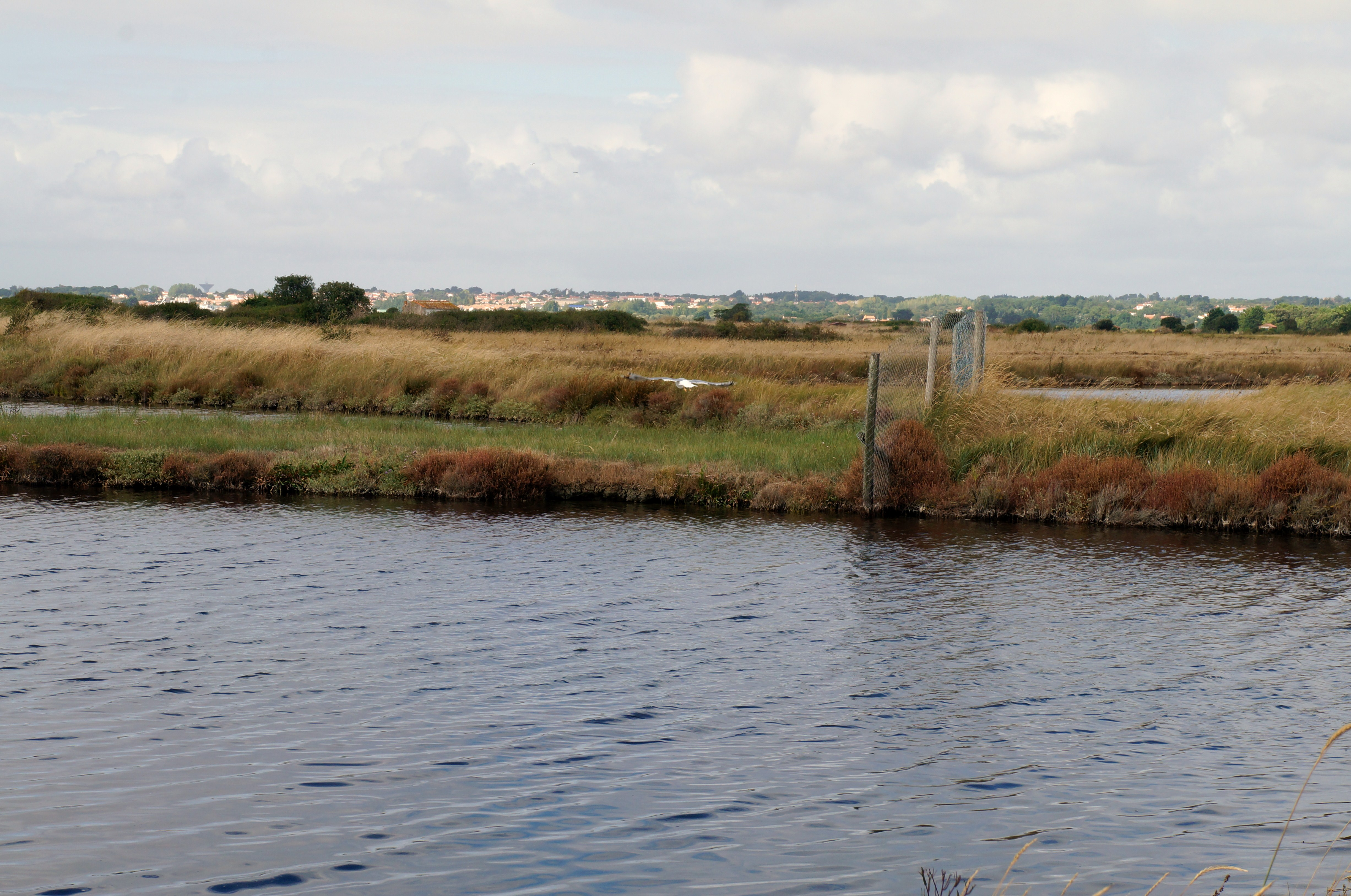
La réserve ornithologique.

### Héraldique
| Blason | Blasonnement : D'azur au bateau cousu de sinople, à la voile latine cousue de gueules, accompagné en chef de deux triangles d'argent, soutenu d'un marais salant du même mouvant de la pointe et des flancs en perspective fuyante. |